# Lara Caravello
Lara Caravello (Udine, 4 maggio 1994) è un'ex pallavolista italiana.

## Carriera

### Club
La carriera di Lara Caravello inizia nel 2012, alla Libertas Martignacco, in Serie B2. Rimane in maglia biancoblù i successivi otto anni, intervallati da una stagione, quella 2016-17, in cui passa al Soverato esordendo nel campionato di Serie A2. Nell'annata 2017-18 contribuisce alla promozione del club di Martignacco in serie cadetta.
Nell'annata 2020-21 fa il salto in massima serie quando viene ingaggiata dall'Imoco, dove resta per un biennio vincendo due Supercoppe italiane, due Coppe Italia, due scudetti e la Champions League 2020-21; per la stagione 2022-23 si trasferisce invece alla Cuneo Granda, sempre in Serie A1.
Al termine della stagione 2023, dopo l’eliminazione ai quarti dei playoff, annuncia il suo ritiro dalla pallavolo giocata.

## Palmarès

### Club
- Campionato italiano: 2

2020-21, 2021-22
- Coppa Italia: 2

2020-21, 2021-22
- Supercoppa italiana: 2

2020, 2021
- Champions League: 1

2020-21